# 藤田ゆみこ
藤田 ゆみこ（ふじた ゆみこ、12月9日 - ）は、圭三プロダクション所属のフリーアナウンサー。夫は日本テレビアナウンサーの藤田大介。

## 来歴・人物
神奈川県横浜市出身。小学校から高校まで私立田園調布雙葉学園、大学は日本大学芸術学部を卒業。テレビ番組『101匹萌えタン』のパート1・パート2に出演した。お笑いタレントの「響」や「エハラマサヒロ」、「カンカン」などと深い親交がありよく劇場に通っている。響の2人からは結婚式披露宴の際にビデオメッセージが送られた。2010年10月14日、夫藤田大介がレギュラー出演している日本テレビ『スッキリ!!』の放送で、結婚が生報告された。2012年5月には、第1子を出産。

## 現在の出演番組
- J:COM町田・川崎「デイリーニュース」(月曜・水曜18:00 - 18:30）

## 過去の出演番組
- テレビ神奈川「ハマランチョ」
- J:COM浦安「hometownうらやす」
- J:COM市川「デイリー市川」
- ITSCOM「いっつ365」など